# 嵌入 (網路)
将一个网络A嵌入（英语：Transclusion）到另一个网络B中是指将A中的各节点映射到B的节点。

## 嵌入质量的量化
膨胀系数（英语：Dilation）膨胀系数是指被嵌网络在主嵌网络中对应的边数（即链路数）。如果系数为1，则称为完美嵌入。例如，2-D环绕可完美嵌入到超立方体连接中去。

## 参阅
- 并行计算